# Patrick Schramm
Patrick Schramm (* 31. Dezember 1974) ist ein deutscher Opernsänger (Bass).

## Leben
Patrick Schramm studierte Operngesang an der Staatlichen Hochschule für Musik und darstellende Kunst Mannheim bei Rudolf Piernay. Er ist Schüler von Carol Meyer-Bruetting.
Im Jahr 2005 wurde Patrick Schramm ausgewählt, Deutschland beim renommierten Gesangswettbewerb „BBC Singer of the World“ in Cardiff zu vertreten.
In der Saison 2004/2005 war er Mitglied des Internationalen Opernstudios in Amsterdam, wo er in Don Quichotte von Massenet, in Der Schauspieldirektor von Mozart und an der Nederlandse Opera in Amsterdam in Tea von Tan Dun zu hören war. In der Spielzeit 2005/2006 war Patrick Schramm Ensemblemitglied am Staatstheater Darmstadt, wo er Seneca in L’incoronazione di Poppea, Caronte in L’Orfeo, Pistola in Falstaff und Superintendent Budd in Albert Herring sang.
Im Herbst 2006 debütierte er an der Staatsoper Unter den Linden in Berlin als Angelotti in Tosca.
Kommende Engagements sind unter anderem Julian Pinelli in Die Gezeichneten an der Nederlandse Opera in Amsterdam, Otto in Frühlingserwachen am Théatre Royale de la Monnaie in Brüssel und der erste Handwerksbursch in Wozzeck an der Opéra Bastille in Paris.